# Sahlingia
Sahlingia is een slakkengeslacht. De familie is incertae sedis. De wetenschappelijke naam van de soort is voor het eerst geldig gepubliceerd in 2001 door Warén & Bouchet.

## Soorten
De volgende soort is bij het geslacht ingedeeld:
- Sahlingia xandaros Warén & Bouchet, 2001[1]